# Pollard, Arkansas
Pollard là một thành phố thuộc quận Clay, tiểu bang Arkansas, Hoa Kỳ. Năm 2010, dân số của thành phố này là 222 người.

## Dân số
- Dân số năm 2000: 240 người.
- Dân số năm 2010: 222 người.